# Take Me Home Tonight (Film)
Take Me Home Tonight ist eine US-amerikanische Filmkomödie des Regisseurs Michael Dowse. Der Film kam am 4. März 2011 in den Vereinigten Staaten in die Lichtspielhäuser.
Der Titel ist dem gleichnamigen Lied Take Me Home Tonight von Eddie Money entnommen.

## Handlung
Die Handlung ist im Jahr 1988 angesiedelt. Matt Franklin arbeitet nach abgeschlossenem Studium am MIT in einer Videothek, da er nicht weiß, was für einen Beruf er ergreifen soll. Als sein Jugendschwarm Tori Fredreking ihn zufällig dort trifft, gibt er vor, für Goldman Sachs zu arbeiten. Eine Lüge, die noch für Komplikationen sorgen wird. Beide verabreden, sich bei einer Party zu treffen, die Kyle Masterson, der Freund seiner Schwester Wendy, gibt. Gemeinsam mit seinem Freund Barry stiehlt er vor der Party einen standesgemäßen Wagen bei Barrys ehemaligem Arbeitgeber. Auf der Party kommen Matt und Tori sich näher und finden nach einigen Verwicklungen zueinander.

## Produktion
Die Dreharbeiten waren 2007 beendet; der Film wurde aber von Universal Studios zurückgehalten – angeblich wegen des gezeigten Drogenkonsums.

## Soundtrack
1. Video Killed the Radio Star von The Buggles
2. Hungry Like The Wolf von Duran Duran
3. Situation von Yaz
4. The Fanatic von Felony
5. Walking In L.A. von Missing Persons
6. Der Kommissar von After the Fire
7. Kickstart My Heart von Mötley Crüe
8. Straight Outta Compton von N.W.A
9. Let’s Go All The Way von Sly Fox
10. Bette Davis Eyes von Kim Carnes
11. Safety Dance von Men Without Hats
12. Oh Sherrie von Steve Perry
13. What You Need von INXS
14. Everybody Have Fun Tonight von Wang Chung
15. Come On Eileen von Dexys Midnight Runners
16. Jeopardy von Greg Kihn
17. Let My Love Open The Door (E. Cola Mix) von Pete Townshend
18. Warm Leatherette von Grace Jones
19. Doot-Doot von Freur
20. Let My Love Open The Door von Pete Townshend
21. Modigliani (Lost In Your Eyes) von Book of Love
22. Ship Of Fools von World Party
23. Jet Fighter von The Three O’Clock
24. Alrock’s Bells von Yo La Tengo
25. Live Is Life von Opus
26. Don’t You Want Me von Atomic Tom

## Auszeichnungen
Anna Faris wurde bei den Teen Choice Awards 2011 in der Kategorie Choice Movie Actress: Comedy nominiert.

## Kritiken
Der Film erhielt mehrheitlich negative Kritiken. Auf der Filmkritik Seite Rotten Tomatoes liegt der Anteil der positiven Kritiken bei 29 %.

„„Take Me Home Tonight“ muss mit Leuten gedreht worden sein, die eine große Nostalgie für die 1980er empfanden, ein relativ unbesungenes Jahrzehnt. Ihnen mehr Macht. Leider gibt der Film ihnen keine Dialoge, die sie in erkennbare Individuen verwandeln. Sie reden gänzlich in Phrasen und Pointen und scheinen nur durch Lust, Gier und Ego motiviert zu sein. Nun, das sind wir alle, aber wenige bringen für diese Motivation so wenig Intelligenz und Witz mit.“

„Man wartet dass der Motor durchstartet, doch er steckt im Leerlauf fest.“

„„Take Me Home Tonight“ ist kein schlechter Film. Genau genommen ist er sogar recht gut. Er ist nur überflüssig.“